# Мерцен
Мерцен (њем. Merzen) општина је у њемачкој савезној држави Доња Саксонија. Једно је од 34 општинска средишта округа Оснабрик. Према процјени из 2010. у општини је живјело 4.060 становника. Посједује регионалну шифру (AGS) 3459026.

## Географски и демографски подаци
Мерцен се налази у савезној држави Доња Саксонија у округу Оснабрик. Општина се налази на надморској висини од 86 метара. Површина општине износи 53,0 km². У самом мјесту је, према процјени из 2010. године, живјело 4.060 становника. Просјечна густина становништва износи 77 становника/km².